# Valle de Mena
Valle de Mena – gmina w Hiszpanii, w prowincji Burgos, w Kastylii i León, o powierzchni 263,18 km². W 2011 roku gmina liczyła 3931 mieszkańców.